# Jean Renaud (SOE)
Pour les articles homonymes, voir Jean Renaud et Renaud (homonymie).
Jean Renaud (1903-1944) est un artisan menuisier qui, pendant la Seconde Guerre mondiale, organisa la Résistance à Cluny (Saône-et-Loire) et fut un agent du Special Operations Executive, section F (française).

## Éléments biographiques
Jean Renaud naît le 4 décembre 1903 à Cluny (Saône-et-Loire).
Il se marie en 1926.
Il fait son service actif dans le Génie, où il est nommé brigadier puis maréchal des logis.
Rappelé sous les drapeaux fin 1939, il demande à partir au front comme volontaire. Il est fait prisonnier par les Allemands le 17 juin 1940. Incarcéré au camp de prisonniers de Fourchambault (Frontstalag 154), il s’en évade fin 1940. Il entre immédiatement dans la clandestinité et organise la Résistance à Cluny avec son ami Jules Pierreclaud . En 1942, il crée le maquis « Cluny », qui deviendra finalement le régiment « Cluny ». Recruté sur place par le SOE section F, avec le grade de lieutenant, il intègre le réseau Tiburce-DITCHER d’Albert Browne-Bartroli, dès le premier jour de l'arrivée de celui-ci, (21 octobre 1943) avec fonction de second. Mis à part un travail d'organisation, il participe à un grand nombre de parachutages et aux opérations de transport et de mise à l'abri qui suivent, ainsi qu'aux activités de sabotage et de guérilla. De ce fait, la Gestapo est sur ses talons, mais ne réussit pas à l'attraper. Sa femme est arrêtée le 14 février 1944 parmi cent otages à la gare de Cluny, puis déportée en Allemagne. Les 11 et 12 juin 1944, Renaud est à la tête d'un détachement chargé d'attaquer un  poste allemand et un convoi, qui se termine par un butin important et plusieurs prisonniers. Pourtant, peu après ce succès, Renaud est surpris par les Allemands à la gare de Cluny en train de détourner de la nourriture pour le maquis. Blessé, il est arrêté. Il est âgé de 40 ans. Il serait décédé des mauvais traitements en captivité.

## Identités
- État civil : Jean Renaud
- Pseudos
  - SOE : Jean Renard ;
  - Résistants : Longepierre

Situation militaire :
- Armée française : maréchal des logis
- SOE, section F, General List ; grade : Lieutenant ; matricule : 325124, sous le nom de Jean Renard
- FFI : grade équivalent reconnu capitaine.

## Famille
- Son père : Jean-Marie Renaud.
- Sa mère : Jeanne, née Panel.
- Sa femme : Henriette Pornet ; mariage le 11 septembre 1926 à Lournand.
- Leurs enfants (3) : Marthe, Suzanne, Jean.

## Reconnaissance

### Distinctions
- Grande-Bretagne : Military Cross,
- France : Chevalier de la Légion d’honneur, Croix de guerre 1939-1945, Médaille de la Résistance.

### Monuments
- En tant que l'un des 104 agents de la section F morts pour la France, cet agent est honoré au mémorial de Valençay, Indre, France.
- Brookwood Memorial, Surrey, panneau 22, colonne 1.

## Archives
- SHD (Vincennes) : dossier personnel de Résistant de Jean Renaud, cote 16 P 505329.